# 斯里蘭卡警察

斯里蘭卡警察 (羅馬化：Shrī Lanka Polīsiya，羅馬化：Ilaṅkai Kāval)是斯里蘭卡民主社會主義共和國的警隊。

## 外部連結
- 斯里蘭卡警察官方網站 （页面存档备份，存于）
- 國家警務委員會官方網站 （页面存档备份，存于）
- Official website of Ministry of Law and Order （页面存档备份，存于）